# سنة موت ريكاردو ريس
سنة موت ريكاردو ريس هي رواية كتبها جوزيه ساراماغو  الحائز على جائزة نوبل للأدب،ونشرت عام 1984 .
و قد ترجم الكتاب إلى اللغة العربية و صدر تحت عنوان:"سنة موت ريكاردو ريس" عن" دار المدى للثقافة والنشر و ترجمه "أنطون حمصي" سنة 1999 بدمشق في سوريا.

## ملخص
تجري أحداث القصة في لشبونة عام 1936. وفي بداية الرواية، يعود الطبيب ريكاردو رايس من البرازيل بعد  علمه بوفاة فرناندو بيسوا (الشاعر البرتغالي الشهير الذي يُعد ريس أحد شخصياته المستعارة). و يقضي  عدة أشهر في فندق براغانسا حيث يبدأ علاقة عاطفية  مع خادمة تدعى  ليديا مارتينز، وعلاقة أكثر رومانسية مع مارسيندا. ثم ينتقل إلى العيش  في  شقة في على مرتفع سانتا كاترينا حيث  يلتقي بشكل منتظم  مع  شبح فرناندو بيسوا :حيث يتبادلان رؤاهما و يتناقشان حول العالم في حوار فكري .و في خلفية الاحداث  يحضر تاريخ البرتغال في ظل حكم سالازار ، وبداية الحرب الأهلية الإسبانية إلى جانب إشارات إلى الأوضاع في ألمانيا وفرنسا ، ومدينة لشبونة، التي يجوبها  ريكاردو ريس كثيرا.
يبين ساراماغو في هذه الرواية أن الحياة كتاب لن يكون بإمكاننا إتمامه، مهما برعنا في تأليفه أو قراءته.

## نقد
حتى نلخص حكاية هذه الرواية لا بد من العودة إلى مبدع برتغالي آخر، وهو الشاعر فرناندو بيسوا (1888 – 1935)، الذي كان ينشر قصائده ونصوصه بأسماء مستعارة، تحولت إلى شخصيات متكاملة، تمتلك ماضيًا، فابتكر لكل منها شخصية، وأحداث تاريخ، وذائقة، ومهنة، والأهم حساسية شعرية تميز الشخصية عن الأخرى، وأشهرهم ألبرتو كاييرو، ألفاردو دي كامبوس، وريكاردو ريس.
في رواية "سنة موت ريكاردو رييس" يعود ساراماجو لينبش إلى التاريخ كما في فعل في روايات "الإنجيل يكتبه المسيح"، و"حصار لشبونة"، ويشيّد عالما خاصا، مفارقا وموازيا للواقع المعيش، عالما من الحيوات الحقيقية والمتخيلة، أحداث واقعية حدثت بالفعل في مدينة لشبونة إبان حكم الدكتاتور "سالازار" وتأثيرات الحرب الاسبانية على المجتمع البرتغالي والتي اعتبرها النقاد نوعًا من التكريم لأعمال الكاتب البرتغالي الكبير "فرناندو بيسوا"

كما نجد في الرواية فانتازيا ساراماغو المتمثلة في تشخيصه لريس، الذي هو في الأصل شخصية أدبية، في حين أن الشخص الحقيقي يتحوّل، في روايته، إلى ميت حي، أي إلى شخصية فانتازية غرائبية. أي أن ساراماغو يصنع في الأساس روايته كلّها من هذا التبديل، من هذا التبادل بين الشخصين. و يتخذ من ثيمة «القرين» هذه وجوداً حقيقيّاً مرئيّاً مستقلاً، بقواعد لعب مختلفة أوجزها في روايته بهذه العبارة:
 «ولكنّه لا يكفي أن ينقش اسم على حجر، الحجر يبقى، إنّه محميّ، ولكن الاسم الّذي لا يأتي أحد لقراءته كلّ يوم يُنسى، يُمحى، يزول».

## المرأة في الرواية
في "سنة موت ريكاردو ريس"، تتجلى المرأة بوصفها انعكاساً داخلياً لصراع البطل بين الانفصال عن العالم والانغماس فيه. تظهر ليديا، الخادمة، كتمثيل للحياة الحسية اليومية، وهي العلاقة الوحيدة التي تمنح ريس يقيناً ملموساً بوجوده، دون حاجة للتفلسف أو التأويل. في المقابل، تشكّل مارسيندا حضوراً رقيقاً وهشاً، ممتلئاً بالتردد والرغبة المؤجلة، تمثل الوهم العاطفي والانجذاب الهادئ لما لا يمكن الإمساك به. وبين هاتين المرأتين، يتأرجح ريكاردو ريس كما يتأرجح بين الحياة والموت، الواقع والوهم، الحضور والغياب. إنّ ساراماغو لا يستخدم المرأة كعنصر تجميلي، بل كأداة لكشف تعقيد البطل وتشظّي هويته، فالعلاقة بهنّ ليست رومانسية بالمعنى البسيط، بل تأملية، تؤكد على هشاشة الوجود البشري وسط زمن يعجّ بالغياب والانكسارات الصامتة.

## اقتباسات
"لو كان أحد ينظر إلينا، فمن سيرى، أنت أم أنا؟ إنه يراك، أنت، وبتعبير أضبط، يرى شيئاً ليس أنت ولا أنا. المجموع الذي نمثله مقسوماً على اثنين. كلا، أقول بالأحرى إنه حاصل ضرب الواحد بالآخر."1

 "لا نخرج من الحياة أحياء، ولا من الموت أمواتاً تماماً." (اقتباس يعكس التوتر المستمر في الرواية بين الحياة والموت، بين الحضور والغياب.)
"الزمن لا يمر، نحن الذين نمر فيه." (تأمل وجودي يليق بعالم ريكاردو ريس الذي يتأرجح بين الماضي واللازمن.)
"لم يكن الحبّ بينهما ناراً، بل جمراً دافئاً، لا يشتعل، لكنه لا ينطفئ." (تعبير عن علاقة ناعمة، لا صاخبة، لكنها حقيقية في صمتها.)
"حين تلمسني ليديا، أشعر أنني موجود، لا لأنني أريدها، بل لأنني أحتاج أن أكون مرئياً." (تأمل في الحب كوسيلة لإثبات الذات، لا مجرد رغبة.)
"نحن لا نحبّ الأشخاص، بل نحبّ ما نكونه حين نكون معهم." (اقتباس فلسفي رومانسي، يختزل جوهر العلاقة بين ريس وليديا.)
"في الليل، حين ينام الجميع، تبقى ليديا مستيقظة في ذهني، كأنها الحلم الذي لم أجرؤ على أن أحلمه."

 "الحبّ لا يحتاج إلى تفسير، تماماً كما لا يحتاج الموت إلى تبرير." (ربط بين الحب والموت، كما تفعل الرواية في كل مستوياتها.)

## روابط خارجية
- https://leschroniquesculturelles.com/2017/07/28/لانيه-دي-لا-مورت-دي-ريكاردو-ريس-دي-خوسيه-ساراماغو/